# Sender Bayreuth
Für den heutigen UKW-Sender auf dem Oschenberg, siehe Fernmeldeturm Bayreuth
Der Sender Bayreuth war eine Einrichtung des Bayerischen Rundfunks zur Verbreitung eines Radioprogramms auf der Mittelwellenfrequenz 520 kHz.
Er befand sich zunächst auf dem Bindlacher Berg und wurde ursprünglich für die Flugsicherung aufgebaut. Da nach dem Inkrafttreten des Kopenhagener Wellenplans mit den bestehenden Mittelwellensendeanlagen das Gebiet um Bayreuth nicht ausreichend versorgt werden konnte, wurde diese Anlage in einen Rundfunksender umgebaut, welcher am 10. Januar 1951 in Betrieb ging. Die Sendegeräte befanden sich in einer Baracke der Firma Wehoba (Weilheimer Holzbau), als Sendeantenne wurde eine T-Antenne von 70 Meter Länge verwendet, welche an zwei je 40 Meter hohen Holzmasten befestigt war.
Nachdem Ende 1953 der damalige NWDR einen Rundfunksender in Geitelde bei Braunschweig auf der Frequenz des Senders Bayreuth in Betrieb nahm, kam es zu starken Störungen des Empfangs. Als Konsequenz wurde die Leistung des Senders in Geitelde reduziert und die Leistung des Senders Bayreuth durch Installation eines amerikanischen Militärsenders des Typs 12 GLX am 25. Januar 1954 auf 500 Watt erhöht. Außerdem wurde die Antennenanlage erneuert: die T-Antenne wurde abgebaut und durch einen 65 Meter hohen, gegen Erde isolierten selbststrahlenden Gittermast mit Dachkapazität ersetzt. Dieser Mast befand sich im Bayreuther Talkessel auf dem Grundstück Frankengut 4 am Rand des Stadtteils Birken.
Eine weitere Leistungserhöhung auf 625 Watt erfolgte am 25. April 1957, nachdem ein Sender von Lorenz den amerikanischen Militärsender ersetzte. Ursprünglich war der Sender Bayreuth nur während der Nachtstunden in Betrieb. Erst ab dem 1. Juli 1961 erfolgte ein ganztägiger Betrieb.
Am 17. November 1966 wurde die Sendeleistung auf 62 Watt und später auf 32 Watt reduziert. Am 10. Oktober 1969 wurde der Sender Bayreuth stillgelegt und abgebaut. Die zuletzt eingesetzten Geräte sind im Verkehrsmuseum Nürnberg ausgestellt.
Der bereits am 10. Juli 1936 eröffnete sogenannte Nebensender Bayreuth des Reichssenders München war kein Sender im eigentlichen Sinn, sondern ein Studio, hauptsächlich zur Übertragung der Wagner-Festspiele.